# 素敵な恋をしてみたい
素敵な恋をしてみたい（すてきなこいをしてみたい）は、1992年1月7日から同年3月24日にかけてTBS系列で放送されたトーク番組。内容は「鎌倉恋愛委員会」から変更はないものの、RIKACOが司会に加わった。

## 出演者

### 司会（トークパート）
- 藤井郁弥（現：藤井フミヤ）
- 本木雅弘
- RIKACO

## 放送内容
- 1　『アイ・アム・ガール～屋根の上の子猫に愛の手を』脚本：加藤正人、監督：広木隆一、出演：涼子（佐藤忍）瑠衣（浜田万葉）昌彦（沢向要士）他、ミニドラマ『学級会』出演：上原（安達祐実）、『いけないイマジネーション』出演：安奈淳、大沢健、1月7日放送
- 2　『アイ・アム・ガール』第2回、ゲスト：健治（藤井郁弥）レイミー（和田加奈子）1月14日放送
- 3　『アイ・アム・ガール』第3回、ミニドラマ『失恋喫茶』ドラマ『一年後の最終列車』出演：中村亘利、ちはる　1月21日放送
- 4　『アイ・アム・ガール』最終回、ミニドラマ『恋愛犯罪』他　2月4日放送
- 5　新連続ドラマ『メモリー・オブ・エデン』出演：涼子：佐藤忍、英司（本木雅弘）、ミニドラマ『交換日記』ほか　2月11日放送
- 6　『メモリー・オブ・エデン』第二回、ショートドラマ『ファンタスティック』出演：美樹（井上晴美）、純（中上雅巳）、2月18日放送
- 7　『メモリー・オブ・エデン』第三回　2月25日放送
- 8　『メモリー・オブ・エデン』最終回「涙、あふれて…」出演：涼子（佐藤忍）英司（本木雅弘）、麻子（坂上かおり「坂上香織」）美幸（小松千春）3月3日放送
- 9　新連続ドラマ『真愛』出演：修一（筧利夫）、真紀（渡辺美奈代）・『ホイール・オノ・フォーチュン』 出演：城みちる 3月10日放送
- 10　『真愛』第2回　出演：修一（筧利夫）、真紀（渡辺美奈代）3月17日放送
- 11　『真愛』第3回　出演：修一（筧利夫）、真紀（渡辺美奈代）、英二（修一（西城秀樹）、由紀子（吉川十和子）3月24日放送
- 12（最終回）司会の藤井郁弥が初めてドラマの監督に挑む。3月31日放送

## スタッフ
- 演出：伊藤輝夫
- コンセプター：秋元康
- 構成：城戸口寛、田中直人、竹友美加
- 技術：八峯テレビ
  - ＴＰ：飯沢孟
  - ＳＷ：山城英司
  - ＣＡＭ：坂本逸朗
  - ＡＵＤ：河合由行（ＢＵＬＬ）
  - ＶＥ：田中秀穂
  - ＬＤ：梶光正（彩光）
- 美術：ウッドオフィス
  - 制作：渡辺勝
  - デザイン：坂本一樹
  - 進行：判田浩、田村哲也
- 大道具：シティ・アート
- 電飾：ワンダーライト
- メイク・スタイリスト：中澤文江、城戸一美
- スタイリスト：大川ひとみ、馬場圭介、野口強
- メイク：小久保英人
- ヘア・メイク：秋山喜和
- 編集：天野忠紀（映像通信）
- ＭＡ：中村和弘（映像通信）
- ＴＫ：福井淳子
- 音効：田中稔・十川公男（ＶＡＭＰ）
- 選曲：藤原ヒロシ
- 番宣：広瀬隆一・本田三奈（ＴＢＳ）
- スチール：斉藤直己（ＴＢＳ）
- 制作協力：スリースタープロ、メンズ・アート
- ＡＰ：的場義広
- 制作デスク：三浦紀子
- チーフディレクター：高須信行
- ディレクター：近藤康裕、星野直美、池田浩
- セカンド：池田純、菅隆之、後藤健一郎
- プロデューサー：茂川博史（ＴＢＳ）、原田政彦（ＬＯＣＯＭＯＴＩＯＮ）
- 製作著作：ＬＯＣＯＭＯＴＩＯＮ、ＴＢＳ